# Calitys

Calitys (лат.) — род мелких жуков из семейства темнотелки (Trogossitidae). Голарктика.

## Распространение
Голарктика: Канада, США, Евразия.

## Описание
Среднего размера жуки-темнотелки буроватого землистого цвета, длина около 10 мм. Форма тела плоская. Усики 11-и члениковые. Фронтоклипеальный шов развит. Тело покрыто бугорками и микрощетинками. Переднеспинка и надкрылья сбоков с зазубринами. Взрослые особи и их личинки грибоядные. Живут под корой хвойных деревьев (ель, пихта, сосна).

## Систематика
Род был впервые выделен в 1859 году шведским энтомологом Карлом Густафом Томсоном (Carl Gustaf Thomson, 1824–1899). В ходе ревизии семейства темнотелок, проведённой в 2013 году чешским колеоптерологом Иржи Колибачем (Jiří Kolibáč ; Moravian Museum, Department of Entomology, Брно, Чехия) для рода указано 2 валидных вида.
- Calitys scabra Thunberg, 1784 (Голарктика)
- Calitys minor Hatch, 1962 (США, Канада)